# Wahlkreis Airdrie and Shotts (House of Commons)
| Airdrie and Shotts |
| ------------------ |
| Airdrie and Shotts |
| Gebildet           |
| 1997               |
| Abgeordneter       |
| Anum Qaisar (SNP)  |
| Regionen           |
| North Lanarkshire  |

Airdrie and Shotts ist ein Wahlkreis für das Britische Unterhaus. Er wurde 1997 geschaffen und deckt Teile der Council Area North Lanarkshire ab. Die größte Stadt innerhalb seiner Grenzen ist das namensgebende Airdrie. Der Wahlkreis ist deckungsgleich mit dem gleichnamigen Wahlkreis für das schottische Parlament. Es wird ein Abgeordneter entsandt.

## Wahlergebnisse

### Unterhauswahlen 1997
| Ergebnisse der Unterhauswahlen 1997 | Ergebnisse der Unterhauswahlen 1997 | Ergebnisse der Unterhauswahlen 1997 | Ergebnisse der Unterhauswahlen 1997 |
| Partei                              | Kandidat                            | Stimmen                             | %                                   |
| ----------------------------------- | ----------------------------------- | ----------------------------------- | ----------------------------------- |
| Labour                              | Helen Liddell                       | 25.460                              | 61,8                                |
| SNP                                 | Keith R.A. Robertson                | 10.048                              | 24,4                                |
| Conservative                        | Nicholas H. Brook                   | 3660                                | 8,9                                 |
| Liberal Democrats                   | Richard G. Wolseley                 | 1719                                | 4,2                                 |
| Referendum                          | Crawford Semple                     | 294                                 | 0,7                                 |

### Unterhauswahlen 2001
| Ergebnisse der Unterhauswahlen 2001 | Ergebnisse der Unterhauswahlen 2001 | Ergebnisse der Unterhauswahlen 2001 | Ergebnisse der Unterhauswahlen 2001 | Ergebnisse der Unterhauswahlen 2001 |
| Partei                              | Kandidat                            | Stimmen                             | %                                   | ±                                   |
| ----------------------------------- | ----------------------------------- | ----------------------------------- | ----------------------------------- | ----------------------------------- |
| Labour                              | Helen Liddell                       | 18.472                              | 58,2                                | −3,6                                |
| SNP                                 | Alison Lindsay                      | 6138                                | 19,3                                | −5,1                                |
| Liberal Democrats                   | John Love                           | 2376                                | 7,5                                 | +3,3                                |
| Conservative                        | Gordon McIntosh                     | 1960                                | 6,2                                 | −2,7                                |
| Scottish Unionist                   | Mark Dempsey                        | 1439                                | 4,5                                 | +4,5                                |
| Socialist                           | Kenny McGuigan                      | 1171                                | 3,7                                 | +3,7                                |
| Socialist Labour                    | Christ Herriot                      | 174                                 | 0,5                                 | +0,5                                |

### Unterhauswahlen 2005
| Ergebnisse der Unterhauswahlen 2005 | Ergebnisse der Unterhauswahlen 2005 | Ergebnisse der Unterhauswahlen 2005 | Ergebnisse der Unterhauswahlen 2005 | Ergebnisse der Unterhauswahlen 2005 |
| Partei                              | Kandidat                            | Stimmen                             | %                                   | ±                                   |
| ----------------------------------- | ----------------------------------- | ----------------------------------- | ----------------------------------- | ----------------------------------- |
| Labour                              | John Reid                           | 19.568                              | 59,0                                | +0,8                                |
| SNP                                 | Malcolm Balfour                     | 5484                                | 16,5                                | −2,8                                |
| Liberal Democrats                   | Helen Watt                          | 3792                                | 11,4                                | +3,9                                |
| Conservative                        | Stuart Cottis                       | 3272                                | 9,9                                 | +3,7                                |
| Socialist                           | Fraser Coats                        | 706                                 | 2,1                                 | −1,6                                |
| Scottish Independence               | Joseph Rowan                        | 337                                 | 1,0                                 | +1,0                                |

### Unterhauswahlen 2010
| Ergebnisse der Unterhauswahlen 2010 | Ergebnisse der Unterhauswahlen 2010 | Ergebnisse der Unterhauswahlen 2010 | Ergebnisse der Unterhauswahlen 2010 | Ergebnisse der Unterhauswahlen 2010 |
| Partei                              | Kandidat                            | Stimmen                             | %                                   | ±                                   |
| ----------------------------------- | ----------------------------------- | ----------------------------------- | ----------------------------------- | ----------------------------------- |
| Labour                              | Pamela Nash                         | 20.849                              | 58,2                                | −0,8                                |
| SNP                                 | Sophia Coyle                        | 8441                                | 23,6                                | +7,1                                |
| Conservative                        | Ruth Whitfield                      | 3133                                | 8,7                                 | −1,2                                |
| Liberal Democrats                   | John Love                           | 2898                                | 8,1                                 | −3,3                                |
| Parteilos                           | John McGeechan                      | 528                                 | 1,5                                 | +1,5                                |

### Unterhauswahlen 2015
| Ergebnisse der Unterhauswahlen 2015 | Ergebnisse der Unterhauswahlen 2015 | Ergebnisse der Unterhauswahlen 2015 | Ergebnisse der Unterhauswahlen 2015 | Ergebnisse der Unterhauswahlen 2015 |
| Partei                              | Kandidat                            | Stimmen                             | %                                   | ±                                   |
| ----------------------------------- | ----------------------------------- | ----------------------------------- | ----------------------------------- | ----------------------------------- |
| SNP                                 | Neil Gray                           | 23.887                              | 53,9                                | +30,3                               |
| Labour                              | Pamela Nash                         | 15.108                              | 34,1                                | −24,1                               |
| Conservative                        | Eric Holford                        | 3389                                | 7,7                                 | −1,0                                |
| UKIP                                | Matt Williams                       | 1088                                | 2,5                                 | +2,5                                |
| Liberal Democrats                   | John Love                           | 678                                 | 1,5                                 | −6,6                                |
| Parteilos                           | Deryck Beaumont                     | 136                                 | 0,3                                 | +0,3                                |

### Unterhauswahlen 2017
| Ergebnisse der Unterhauswahlen 2017 | Ergebnisse der Unterhauswahlen 2017 | Ergebnisse der Unterhauswahlen 2017 | Ergebnisse der Unterhauswahlen 2017 | Ergebnisse der Unterhauswahlen 2017 |
| Partei                              | Kandidat                            | Stimmen                             | %                                   | ±                                   |
| ----------------------------------- | ----------------------------------- | ----------------------------------- | ----------------------------------- | ----------------------------------- |
| SNP                                 | Neil Gray                           | 14.291                              | 37,6                                | −16,3                               |
| Labour                              | Helen McFarlane                     | 14.096                              | 37,1                                | +3,0                                |
| Conservative                        | Jennifer Donnellan                  | 8813                                | 23,2                                | +15,5                               |
| Liberal Democrats                   | Ewan McRobert                       | 802                                 | 2,1                                 | +0,6                                |

### Unterhauswahlen 2019
| Ergebnisse der Unterhauswahlen 2019 | Ergebnisse der Unterhauswahlen 2019 | Ergebnisse der Unterhauswahlen 2019 | Ergebnisse der Unterhauswahlen 2019 | Ergebnisse der Unterhauswahlen 2019 |
| Partei                              | Kandidat                            | Stimmen                             | %                                   | ±                                   |
| ----------------------------------- | ----------------------------------- | ----------------------------------- | ----------------------------------- | ----------------------------------- |
| SNP                                 | Neil Gray                           | 17.929                              | 45,0                                | +7,4                                |
| Labour                              | Helen McFarlane                     | 12.728                              | 31,9                                | −5,2                                |
| Conservative                        | Lorraine Nolan                      | 7011                                | 17,6                                | −5,6                                |
| Liberal Democrats                   | William Crossman                    | 1419                                | 3,6                                 | +1,5                                |
| Green                               | Rosemary McGowan                    | 685                                 | 1,7                                 | +1,7                                |

### Nachwahlen 2021
Im März 2021 gab Neil Gray sein Mandat zurück, um sich bei den schottischen Parlamentswahlen um das Mandat des Wahlkreises Airdrie and Shotts zu bewerben, das er gewann. Aus diesem Grund wurden im gleichnamigen Unterhauswahlkreis Nachwahlen vonnöten.
| Ergebnisse der Nachwahlen 2021 | Ergebnisse der Nachwahlen 2021 | Ergebnisse der Nachwahlen 2021 | Ergebnisse der Nachwahlen 2021 | Ergebnisse der Nachwahlen 2021 |
| Partei                         | Kandidat                       | Stimmen                        | %                              | ±                              |
| ------------------------------ | ------------------------------ | ------------------------------ | ------------------------------ | ------------------------------ |
| SNP                            | Anum Qaisar                    | 10.129                         | 46,4                           | +1,4                           |
| Labour                         | Kenneth Stevenson              | 8372                           | 38,4                           | +6,5                           |
| Conservative                   | Ben Callaghan                  | 2812                           | 12,9                           | −4,7                           |
| Liberal Democrats              | Stephen Arrundale              | 220                            | 1,0                            | −2,6                           |
| SDP                            | Neil Manson                    | 151                            | 0,7                            | +0,7                           |
| SUP                            | Jonathan Stanley               | 59                             | 0,3                            | +0,3                           |
| Reform UK                      | Martyn Greene                  | 45                             | 0,2                            | +0,2                           |
| UKIP                           | Donald Mackay                  | 39                             | 0,2                            | +0,2                           |